# Jimmy Rogers
Pour les articles homonymes, voir Rogers.
James A. Lane dit « Jimmy Rogers », né à Ruleville, Mississippi, le 3 juin 1924 et mort à Chicago, Illinois, le 19 décembre 1997, est un chanteur, guitariste et harmoniciste de blues américain.
Il est surtout connu pour sa participation au groupe de Muddy Waters au début des années 1950, il s'est retiré de la scène musicale à la fin des années 1950 après une expérience de carrière solo. Il a fait son retour dans les années 1970 et a continué à tourner et à enregistrer des albums jusqu'à sa mort en 1997. Il est le pere de Jimmy D. Lane, également guitariste.
Il ne doit pas être confondu avec les musiciens Jimmie Rodgers, chanteur de musique country et Jimmie Rodgers, chanteur de pop.

## Biographie
Il fit partie du groupe de Muddy Waters dans les années 1950 surnommé Headcutters. Il a joué pour la première fois avec Waters et Little Walter en 1947 à Chicago. Ces artistes ont enregistré et publié de la musique attribuée à chacun d'eux en tant qu'artiste solo. Ils s'inscrivaient alors dans le genre du Chicago blues, qui s'inspirait du Delta blues et lui ajoutant des instruments comme la guitare électrique, la basse et la batterie. Du Delta blues ils reprennaient la guitare acoustique et l'harmonica.
De son côté, Rogers enregistrait des morceaux de sa propre initiative, sa première chanson à succès est "It's All Right" en 1950, publiée par Chess Records. Il reste cependant aux côtés de Muddy Waters jusqu'en 1954.
À la fin des années 1950, lorsque l'intérêt pour le blues baisse, il se retire peu à peu du monde de la musique. Dans les années 1960, il a travaillé comme chauffeur de taxi et était propriétaire d'un magasin de vêtements qui a brûlé lors des émeutes de Chicago de 1968 à la suite de l'assassinat de Martin Luther King.
Rogers recommence progressivement à se produire à partir de 1971. Il reprend également des enregistrements, Dans les années 1970 il réalise de nouveaux enregistrements ainsi que des tournées. Une session de 1977 avec Muddy Waters conduit à l'album I'm Ready. En 1982, il est de nouveau artiste solo à temps plein.
En 1995, il est introduit au Blues Hall of Fame.
Il décèdera d'un cancer du côlon à Chicago en 1997.

## Discographie
- Sloppy Drunk, 1989
- Blue Bird, 1994
- Feelin' Good, 1995
- Blues Follow Me All Day Long: The Complete Shelter Recordings Of Jimmy Rogers / Chicago Blues Master, Volume 2, 1995
- Complete Chess, 1997
- Blues Blues Blues, 1999
- His Best, 2003
- Live At The Breminate Festival, 2006
- Chicago Bound, 2007
- That's All Right, 2008
- The Dirty Dozens, 2009
- Got The Blues, 2011
- Blues Greats: Jimmy Rogers, 2011
- Hard Working Man, 2011